# 熱力學平衡
热力学平衡，简称热平衡，指一个热力学系统在没有外界影响的条件下，系统各部分的宏观属性（如物质的量、能量、体积等）在长时间内不发生任何变化的状态。
熱平衡是熱力學中的一個公理性概念，也是基本實驗定律，其重要意義在於它是科學定義溫度概念的基礎，是用溫度計測量溫度的依據。
在熱力學中，溫度、內能、熵是三個基本的狀態函數：
1. 內能是由熱力學第一定律確定的；
2. 熵是由熱力學第二定律確定的；
3. 溫度是由熱平衡定律確定的。

所以熱平衡定律如第一、第二定律一樣也是熱力學中的基本實驗定律，其重要性不亞於熱力學第一、第二定律，但由於人們是在充分認識了熱力學第一、第二定律之後才看出此定律的重要性，故英國著名物理學家拉爾夫·福勒稱它為熱力學第零定律。